# Bò Hérens
Bản mẫu:Thông tin động vật breed
Bò Herens (Bò Eringer trong tiếng Đức) là một giống bò được đặt tên theo vùng Val d'Hérens của Thụy Sĩ. Giống bò này có kich thước nhỏ, có sừng, lông màu đen, nâu hoặc đỏ đậm, thường có sọc màu nhẹ hơn dọc theo cột sống. Những con bò giống này được sử dụng trong chiến đấu bò có tổ chức.

## Đặc điểm
Bò Heren là một trong những giống gia súc có kích thước nhỏ nhất ở châu Âu. Bộ lông của chúng có màu đỏ sẫm đến nâu hoặc đen, và những con vật nhiều màu rất hiếm. Những con bê sơ sinh có màu đỏ với một sọc tối dọc theo lưng, nhưng sau đó có bộ lông có màu sắc ngược lại khi chúng phát triển. Một đặc điểm nhận diện giống bò này đó là đầu ngắn và rộng, với mặt trước lõm. Chúng rất có thân hình săn chắc và cả hai giới tính đều có cặp sừng mạnh mẽ.
Bò đực thường đạt chiều cao 125–134 cm, nặng 650–700 kg. Bò cái có chiều cao 118–128 cm và nặng trong khoảng 500–600 kg. Bò giống này được nuôi chủ yếu để sản sinh thịt, nhưng chúng cũng sản sinh khoảng 3.200 kg sữa mỗi năm. Chúng thích nghi tốt với đồng cỏ ở độ cao trên núi cao.

## Lịch sử chăn nuôi
Việc phân tích máu cho thấy Heren khác biệt với các giống bò khác của Thụy Sĩ nhưng tương tự như giống bò Tuxer từ Zillertal ở Áo. Năm 1884 một tiêu chuẩn chăn nuôi đã được giới thiệu cho giống bò này. Năm 1917, một liên minh chăn nuôi chuyên ngành được thành lập.